# Mary Elizabeth Winstead

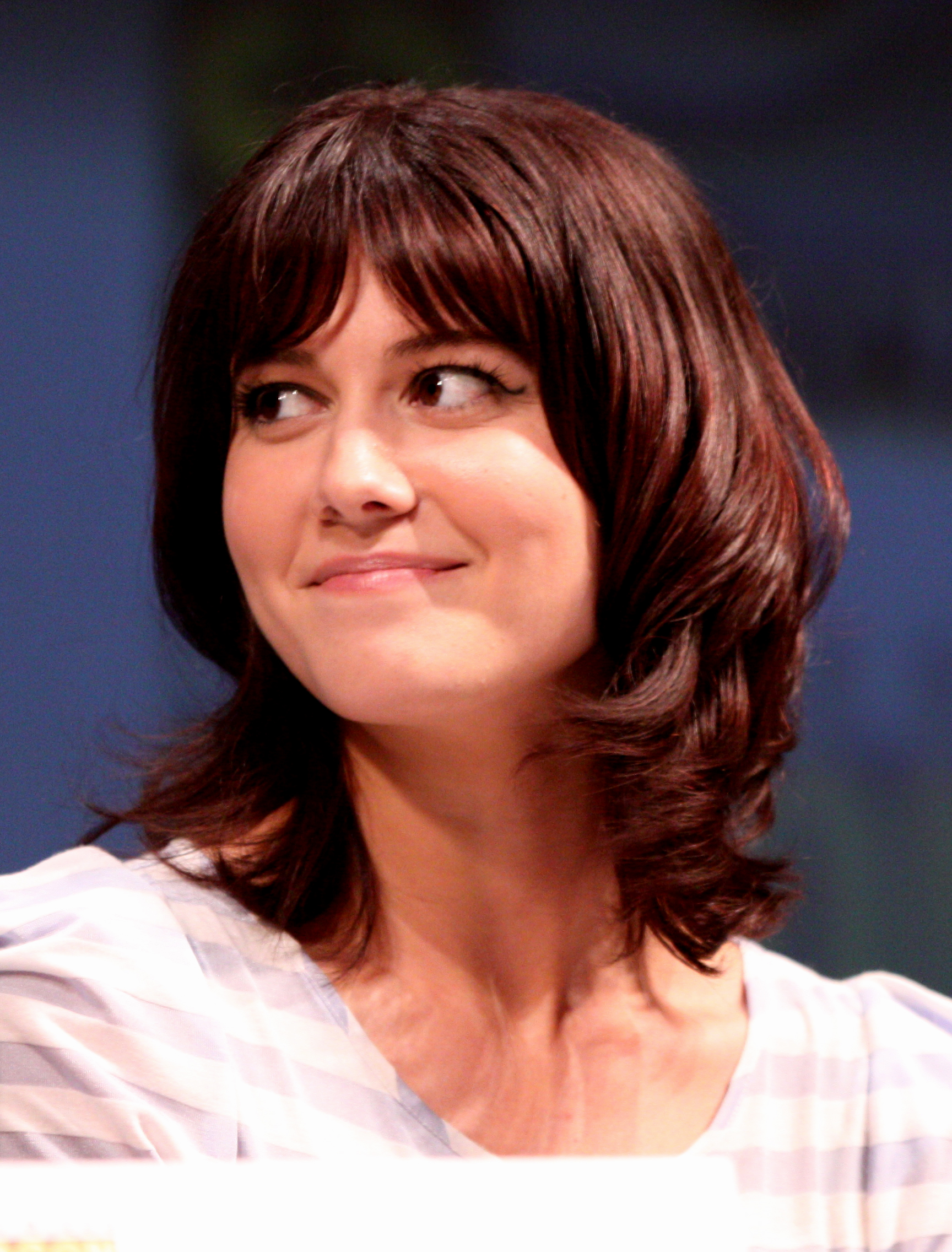
Winstead auf der San Diego Comic-Con International, Juli 2010

Mary Elizabeth Winstead (* 28. November 1984 in Rocky Mount, North Carolina) ist eine US-amerikanische Schauspielerin. Bekannt wurde sie durch Filme wie Final Destination 3, Black Christmas, Scott Pilgrim gegen den Rest der Welt und Stirb langsam 4.0.

## Leben
Mary Elizabeth Winstead ist das fünfte und jüngste Kind von Betty Lou und James Ronald Winstead. Ihr Großvater mütterlicherseits war ein Cousin der Schauspielerin Ava Gardner. Als sie fünf Jahre alt war, zog ihre Familie nach Sandy, einem Vorort von Salt Lake City im US-Bundesstaat Utah. Als junges Mädchen ging Winstead als hochbegabtes Kind auf die Peruvian Park Elementary und besuchte an dieser Schule mehrere fortgeschrittene Klassen. Sie studierte Tanz in einem Sommerprogramm in Chicago, das von Joffrey Ballet, einem Tanzunternehmen, organisiert wurde. Des Weiteren war sie Mitglied des International Children’s Choir. Ihr Kindheitstraum war es, eine Karriere als Ballerina zu machen. Daher wirkte sie regelmäßig in verschiedenen Ballett-Aufführungen mit. Als sie älter wurde, musste sie aufgrund ihrer Größe die Leidenschaft für das Ballett aufgeben. In einem Interview sagte sie: „Ich bemerkte bereits mit 13 Jahren, dass ich fürs Ballett zu groß bin… Dein Körper begleitet dich dein ganzes Leben und das Ballett ist sehr anstrengend für Knochen und Muskeln“ (englisch „I realized pretty early on that I was already too tall by the time I was 13 … You know, your body has to stay that way for your entire life, and it’s pretty hard on your muscles and your bones“). Aus diesem Grund widmete sich Winstead fortan dem Schauspiel.

## Karriere

### 1997–2005
Nachdem Winstead dem Ballett den Rücken gekehrt hatte, widmete sie sich der Schauspielerei. Sie hatte ihren ersten Auftritt am Broadway in dem Stück Joseph and the Amazing Technicolor Dreamcoat. Danach erhielt sie kleinere Auftritte in verschiedenen Fernsehserien; sie spielte in Ein Hauch von Himmel und Ein Wink des Himmels eine Gastrolle. 1999 bekam sie in der von NBC produzierten Seifenoper Passions eine wiederkehrende Rolle als „Jessica Bennett“, doch nach einem Jahr verließ sie die Serie. 2001 spielte sie in der CBS-Dramaserie Wolf Lake die Tochter von Tim Mathesons Charakter. Es folgten weitere Rollen in Filmen wie Monster Island, Checking Out und Sky High – Diese Highschool hebt ab!.

### 2006–2008

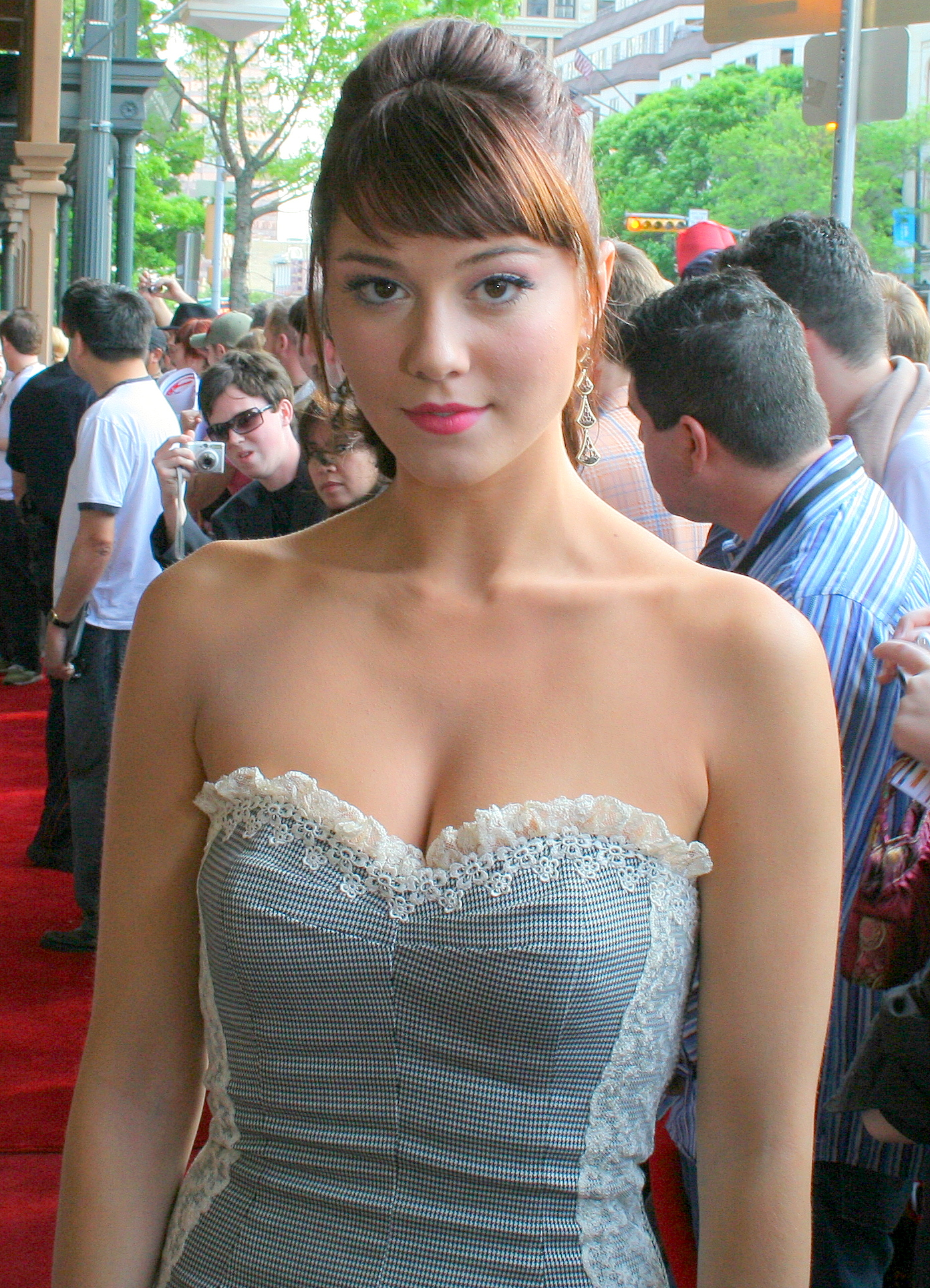
Mary Elizabeth Winstead, 2007

Nach ihrem Auftritt in dem Film Sky High begann Winsteads Zusammenarbeit mit den Horrorfilm-Regisseuren James Wong und Glen Morgan, bekannt für die Produktion der Fernsehserie Akte X – Die unheimlichen Fälle des FBI, mit dem Film Final Destination 3. Sie spielte eine der Hauptrollen, „Wendy Christensen“, an der Seite von Ryan Merriman. Der Film war kommerziell sehr erfolgreich, erhielt von den Kritikern aber gemischte Bewertungen.
Noch im gleichen Jahr stand sie für den Horrorfilm Black Christmas vor der Kamera, Regie führten wiederum Morgan und Wong. Für ihre Leistungen wurde sie im Jahr 2007 für den Scream Awards in der Kategorie Scream Queen nominiert. Der Film erhielt jedoch ausschließlich schlechte Kritiken.
Ebenfalls im Jahr 2006 spielte sie in dem Filmdrama Bobby mit. Der Film zeigt fiktive Ereignisse im Ambassador Hotel in Los Angeles in der Nacht zum 5. Juni 1968 bis zum Attentat auf Bobby Kennedy. Winstead spielte an der Seite von Harry Belafonte, Shia LaBeouf, Ashton Kutcher, Lindsay Lohan und Demi Moore die Rolle der „Susan Taylor“. Die Besetzung des Films wurde mehrfach für verschiedene Auszeichnungen nominiert, als Best Ensemble Cast gewann sie einen Hollywood Film Award. Der Film erhielt gemischte Kritiken, hauptsächlich wurde die Qualität des Skripts bemängelt.
Winstead wurde 2007 für den Thriller Death Proof – Todsicher gecastet; in dem Film des Regisseurs Quentin Tarantino spielte sie die Rolle der „Lee“. In jenem Jahr setzte sie sich für eine Rolle im vierten Teil der Stirb-langsam-Reihe gegen alle ihre Mitbewerberinnen durch, darunter auch Jessica Simpson. In dem Film spielt sie „Lucy Gennero-McClane“, die Tochter des Protagonisten „John McClane“. Durch Stirb langsam 4.0 erlangte sie weltweit Bekanntheit.
2008 war Winstead in dem Tanzfilm Make It Happen zu sehen, der aus finanziellen Gründen als Direct-to-DVD-Produktion veröffentlicht wurde. Der Film erhielt hauptsächlich schlechte Kritiken, gelobt wurde jedoch besonders die Leistung von Winstead. Der Kritiker Matthew Turner bemerkte, dass sie durch ihren Auftritt die schlechte Qualität des Films kompensierte.

### 2009–heute
2010 war Winstead an der Seite von Michael Cera in der Comicbuchverfilmung Scott Pilgrim gegen den Rest der Welt zu sehen. Die Dreharbeiten fanden vom März bis zum August 2009 unter der Leitung des Regisseurs Edgar Wright statt. Für ihre Rolle ging Winstead zwei Monate in ein Kampftraining und führte die meisten Stunts für den Film selbst durch. Ihre Leistung wurde im Allgemeinen positiv wahrgenommen und brachte ihr im Jahr 2011 eine Nominierung für den Teen Choice Award in der Kategorie Beste Action Darstellerin ein.
Im Februar 2010 erhielt Winstead eine Rolle als Paläontologin in dem Horror- und Science-Fiction-Film The Thing. Der Film kam am 14. Oktober 2011 in die US-Kinos. Kritiker lobten ihren Auftritt, Matthew Toomey vom The Film Pie schrieb: „[Winstead] sticht mit ihrer Rolle als Paläontologin heraus. Sie behält einen klaren Kopf, während die Menschen um sie herum in Panik geraten. Der Film ist eine erfrischende Abwechslung zu traditionellen Horrorfilmen, in denen die Hauptfiguren unsinnige Entscheidungen treffen, nur um die Geschichte irgendwie zu verlängern“ („[Winstead] stands out with her portrayal of a paleontologist. She keeps a cool, logical head whilst others around her start to panic. It’s a refreshing change from your traditional horror film where the lead characters do moronic things as if to prolong the story“).
Winstead war 2012 in der Literaturverfilmung Abraham Lincoln Vampirjäger zu sehen. In dem Fantasy- und Horror-Film spielte sie die Rolle der „Mary Todd Lincoln“. Im selben Jahr trat sie in James Ponsoldts Tragikomödie Smashed an der Seite von Aaron Paul auf.
In einem Interview äußerte Winstead 2008 ihr Interesse an einer Rolle im Film Stirb langsam – Ein guter Tag zum Sterben (A Good Day to Die Hard). Zu diesem Zeitpunkt war allerdings noch nicht klar, ob sie auch für den fünften Teil der Stirb-langsam-Reihe engagiert würde. Im August 2012 wurde dann bekannt, dass sie ans Set zurückkehren konnte, aber lediglich einen Cameo-Auftritt haben würde.
Weitere Film- und Fernsehrollen folgten. Besondere Beachtung durch Kritiker und Zuschauer wurde dabei dem Film 10 Cloverfield Lane (2016) und ihrer Hauptrolle geschenkt, für die sie als Beste Hauptdarstellerin mit dem Saturn Award ausgezeichnet wurde. Winstead übernahm auch tragende Rollen in den Serien BrainDead (2016) und Fargo (2017).
2017 wurde sie in die Academy of Motion Picture Arts and Sciences (AMPAS) aufgenommen, die jährlich die Oscars vergibt.
In der Star-Wars-Fernsehserie Ahsoka (seit 2023) für den Streamingdienst Disney+ spielt Winstead die Rolle der Pilotin und Generalin „Hera Syndulla“.

## Privates
2010 heiratete Winstead den amerikanischen Filmemacher Riley Stearns. Im Mai des Jahres 2017 gaben die beiden über Instagram öffentlich ihre Trennung bekannt. Seit Mai 2017 ist sie mit dem schottischen Schauspieler Ewan McGregor zusammen, ihrem Rollenpartner in der Fernsehserie Fargo. Im Juni 2021 gebar Winstead, für die McGregor seine Ex-Frau verlassen hatte, ihr erstes –  und McGregors fünftes – Kind.
Im August 2014 war Winstead eines der Opfer des Hackerangriffs auf private Fotos von Prominenten.

## Trivia
Mit ihrer Rolle als „Hera Syndulla“, und der ihres Partners Ewan McGregor als „Obi-Wan Kenobi“, sind beide mit je einer Figur im fiktiven Star-Wars-Universum von George Lucas vertreten.

## Filmografie (Auswahl)

### Spielfilme
- 1999: The Long Road Home (Fernsehfilm)
- 2001: Wolf Lake (Fernsehfilm)
- 2004: Monster Island (Fernsehfilm)
- 2005: Ring 2 (The Ring Two)
- 2005: Checking Out – Alles nach meinen Regeln (Checking Out)
- 2005: Sky High – Diese Highschool hebt ab! (Sky High)
- 2006: Final Destination 3
- 2006: Bobby
- 2006: Black Christmas
- 2006: Factory Girl
- 2007: Stirb langsam 4.0 (Live Free or Die Hard)
- 2007: Death Proof – Todsicher (Grindhouse: Deathproof)
- 2008: Make It Happen
- 2010: Scott Pilgrim gegen den Rest der Welt (Scott Pilgrim vs. the World)
- 2011: The Thing
- 2012: Abraham Lincoln Vampirjäger (Abraham Lincoln: Vampire Hunter)
- 2012: Smashed
- 2012: Charlies Welt – Wirklich nichts ist wirklich (A Glimpse Inside the Mind of Charles Swan III)
- 2013: Stirb langsam – Ein guter Tag zum Sterben (A Good Day to Die Hard)
- 2013: Scheidungsschaden Inklusive (A.C.O.D.)
- 2013: The Spectacular Now – Perfekt ist jetzt (The Spectacular Now)
- 2014: Faults
- 2014: Alex of Venice
- 2014: Kill the Messenger
- 2016: Die Hollars – Eine Wahnsinnsfamilie (The Hollars)
- 2016: 10 Cloverfield Lane
- 2016: Swiss Army Man
- 2018: All About Nina
- 2019: Gemini Man
- 2020: Birds of Prey: The Emancipation of Harley Quinn
- 2021: Kate
- 2024: Rich Flu

### Fernsehserien
- 1997: Ein Hauch von Himmel (Touched by an Angel, Folge 3x29: A Delicate Balance)
- 1998: Ein Wink des Himmels (Promised Land, zwei Folgen)
- 1999: Passions (vier Folgen)
- 2001–2002: Wolf Lake (zehn Folgen)
- 2004: Tru Calling – Schicksal reloaded! (Tru Calling, Folge 1x08: Letztes Lebewohl)
- 2015: The Returned (zehn Folgen)
- 2016–2017: Mercy Street (zehn Folgen)
- 2016: BrainDead (13 Folgen)
- 2017: Fargo (zehn Folgen)
- 2019: Love, Death & Robots (Folge 1x16 Ice Age)
- 2023: Ahsoka
- 2023: Scott Pilgrim hebt ab (Scott Pilgrim Takes Off) (Stimme)
- 2024: Ein Gentleman in Moskau (A Gentleman in Moscow, Miniserie)

### Andere
- 2008: Stop/Eject (Kurzfilm)
- 2011: Showing Up (Dokumentation)
- 2011: Magnificat (Kurzfilm)
- 2011: Cost of Living (Kurzfilm, Computerstimme)
- 2012: The Beauty Inside (Webcast)

## Auszeichnungen und Nominierungen
| Tabellarische Übersicht der Auszeichnungen und Nominierungen | Tabellarische Übersicht der Auszeichnungen und Nominierungen | Tabellarische Übersicht der Auszeichnungen und Nominierungen | Tabellarische Übersicht der Auszeichnungen und Nominierungen                                  | Tabellarische Übersicht der Auszeichnungen und Nominierungen |
| Jahr                                                         | Auszeichnung                                                 | Für                                                          | Kategorie                                                                                     | Resultat                                                     |
| ------------------------------------------------------------ | ------------------------------------------------------------ | ------------------------------------------------------------ | --------------------------------------------------------------------------------------------- | ------------------------------------------------------------ |
| 2000                                                         | YoungStar Awards                                             | Passions                                                     | Best Young Actress in a Daytime TV Series                                                     | Nominiert                                                    |
| 2001                                                         | Young Artist Award                                           | Passions                                                     | Best Performance in a Daytime TV Series – Young Actress                                       | Nominiert                                                    |
| 2006                                                         | Hollywood Film Award                                         | Bobby                                                        | Best Ensemble Cast (zusammen mit der restlichen Besetzung)                                    | Gewonnen                                                     |
| 2006                                                         | Broadcast Film Critics Association Awards                    | Bobby                                                        | Best Cast (zusammen mit der restlichen Besetzung)                                             | Nominiert                                                    |
| 2007                                                         | Screen Actors Guild Award                                    | Bobby                                                        | Outstanding Performance by a Cast in a Motion Picture (zusammen mit der restlichen Besetzung) | Nominiert                                                    |
| 2007                                                         | Scream Awards                                                | Black Christmas                                              | Scream Queen                                                                                  | Nominiert                                                    |
| 2010                                                         | IGN Movie Award                                              | Scott Pilgrim gegen den Rest der Welt                        | Best Ensemble Cast (zusammen mit der restlichen Besetzung)                                    | Nominiert                                                    |
| 2010                                                         | Teen Choice Awards                                           | Scott Pilgrim gegen den Rest der Welt                        | Choice Movie: Action Actress                                                                  | Nominiert                                                    |
| 2012                                                         | Independent Spirit Award                                     | Smashed                                                      | Best Female Lead                                                                              | Nominiert                                                    |
| 2012                                                         | Phoenix Film Critics Society Award                           | Smashed                                                      | Best Actress                                                                                  | Nominiert                                                    |
| 2013                                                         | Dallas International Film Festival                           | Smashed                                                      | Shining Star Award for Best Actress                                                           | Gewonnen                                                     |
| 2016                                                         | Teen Choice Awards                                           | 10 Cloverfield Lane                                          | Choice Movie: Drama                                                                           | Nominiert                                                    |
| 2017                                                         | Saturn Award                                                 | 10 Cloverfield Lane                                          | Best Actress in a Film                                                                        | Gewonnen                                                     |